# Lillian Birkenhead
Lillian Birkenhead (Liverpool, 19 de gener de 1905 – Liverpool, març de 1979) va ser una nedadora anglesa que va competir a començaments del segle xx.
El 1920 va prendre part en els Jocs Olímpics d'Anvers, on va disputar els 100 metres lliures del programa de natació. Quedà eliminada en les semifinals en quedar sisena de la seva sèrie.